# Gedung Sate

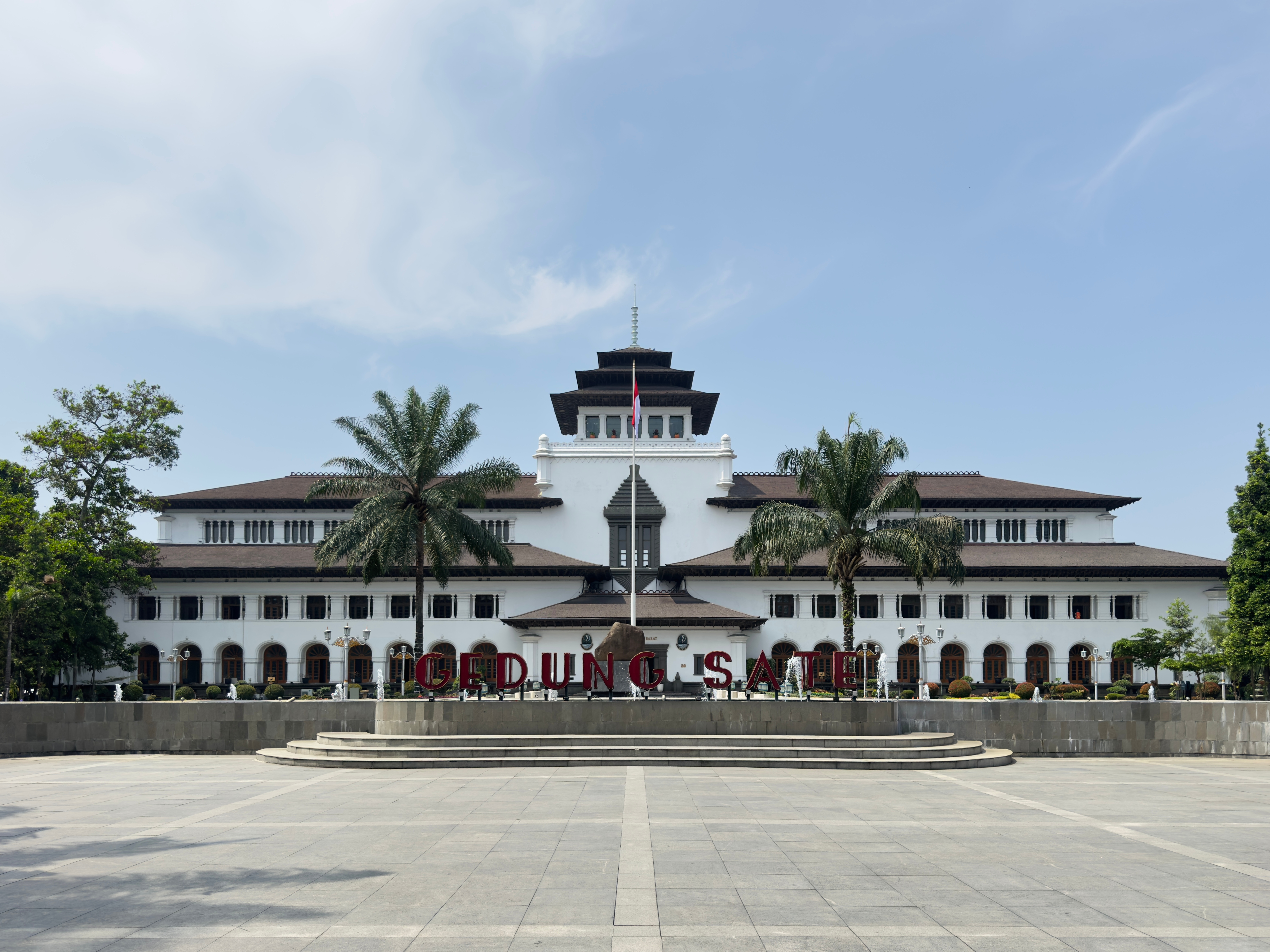
Gedung Sate Bandung

Gedung Sate là tòa nhà văn phòng của thống đốc tỉnh Tây Java, Indonesia. Tòa nhà nằm ở thành phố Bandung này có kiến trúc tân cổ điển pha trộn với những yếu tố bản địa. Thời Indonesia còn là thuộc địa của Hà Lan, hay gọi là Đông Ấn Hà Lan, nó từng là nơi làm việc của cơ quan Giao thông vận tải, Công trình công cộng và Quản lý nước  Lưu trữ ngày 2 tháng 4 năm 2015 tại Wayback Machine. Khi đó nó được gọi là Gouvernements Bedrijven. Tòa nhà được xây dựng vào năm 1920 và thiết kế bởi kiến trúc sư người Hà Lan J. Gerber.
Tên phổ biến của nó, Gedung Sate, được dịch theo nghĩa đen từ tiếng Indonesia có nghĩa là "tòa nhà thịt nướng xâu" vì tháp mái của nó trông giống món ăn truyền thống này của người Indonesia, và nó được gọi là sate hay satay  Lưu trữ ngày 2 tháng 4 năm 2015 tại Wayback Machine.

## Kiến trúc
Gedung Sate là tác phẩm của các kiến trúc sư J. Gerber, Eh. De Roo, G Hendriks và các cộng sự. Gerber có ý định thiết kế giống với phong cách của kiến trúc sư nổi tiếng người Hà Lan Hendrik Petrus, trong đó áp dụng nhiều đặc điểm truyền thống của Indonesia. Nhiều kiến trúc sư đánh giá Gedung Sate là một tòa nhà có kiến trúc rất độc đáo, được gọi là kiến trúc Indo-Âu.
D. Ruhl đã gọi Gedung Sate là "tòa nhà đẹp nhất ở Indonesia" trong cuốn sách Bandoeng en haar Hoogvlakte vào năm 1952 .

## Xây dựng
Viên đá đầu tiên của tòa nhà được đặt bởi Johanna Catherina Coops, con gái lớn của thị trưởng Bandung, B. Coops, và vợ ông là Petronella Roelofsen, vào ngày 27 tháng 7 năm 1920.
Khoảng 2.000 người đã tham gia vào việc xây dựng tòa nhà này. 150 trong số đó là thợ đá và thợ gỗ lành nghề đến từ Konghu và Kanton, Trung Quốc. Những công nhân khác đến từ Kampung Sekeloa, Kampung Coblong Dago, Kampung Gandok và Kampung Cibarengkok. Vào giai đoạn đầu họ làm việc tại tòa nhà Gedong Sirap trong khuôn viên trường Hoogeschool Technische Bandoeng, ngày nay là Học viện kĩ thuật Bandung và Gedong Papak, hội trường thành phố Bandung.
Sau 4 năm xây dựng, tòa nhà hoàn thành vào tháng 9 năm 1924.

## Công chúng
Vẻ đẹp của Gedung Sate còn do những vườn cây trang trí tươi tốt bao quanh tòa nhà được chăm sóc cẩn thận. Những khu vườn này thường được sử dụng là nơi chụp ảnh lưu niệm, chụp ảnh cưới, quay clip ca nhạc...
Vào mỗi chủ nhật, Gedung Sate được mở cửa cho công chúng, do đó mọi người có thể tham quan những khu vườn hoặc tham gia các hoạt động thể thao tại đây.